# Narcís Sicars i Salvadó
Narcís Sicars i Salvadó (segle xix - Barcelona, 12 d'octubre de 1918),  I marquès de Sant Antoni, Doctor en Dret i en Filosofia i Lletres per la Universitat de Barcelona; escriptor i traductor; publicista.

## Biografia
Va adaptar al català obres de teatre franceses, com ≪Por!≫, del dramaturg Felix Duquesnel, estrenada en el Teatre Principal de Barcelona en 1907; i ≪Fugir del foch…≫, estrenada al Teatre Principal de Barcelona en 1908.
Membre del Consell d'Administració de la Caixa de Barcelona.
Casat en 1909 amb María del Rosario Schwart y Nanot (†1968). Narcís Sicars va morir pocs anys després, en 1918. No van tenir descendència. La seva vídua va casar en segones noces amb Joan Fort i Galcerán, amb qui va tenir dos fills: Juan (casat amb Monique Fonthier Brasseur) i Enrique (casat amb María Luisa Rocamora Llusá).
Narcís Sicars i Salvadó, d'ideologia tradicionalista, era fill i net de destacats carlistes:
El seu pare era Emili Sicars i de Palau (1841-1913), polític de filiació carlista, va ser diputat a Corts en el període 1871-1872 per la circumscripció de Girona Candidat carlista en les eleccions generals de 1872 i 1891 per Girona. Senador del Regne entre 1907-1910 per la circumscripció de Barcelona en la candidatura de Solidaritat Catalana.
El seu avi era Narcís Sicars i Lligoña (1801-1877), alcalde de Girona en 1841, i diputat a Corts per Girona dos cops: en 1840 i en el període 1844-1846. Doctor en Dret per la Universitat d'Osca. President de la Sala dels jutjats de la província de Girona.

## Obres
- Sicars i Salvadó, Narcís. (1900), La Escuela Neutra Oficial ante el Derecho Natural y el Derecho Público, Librería y tipografía católica, Barcelona.
- Sicars i Salvadó, Narcís. (1902), El Suicidio jurídicamente considerado, Imprenta Barcelonesa, Barcelona.
- Sicars i Salvadó, Narcís. (1906), Don Manuel Tamayo Bans: Estudio crítico-biográfico, Librería y tipografía católica, Barcelona.
- Sicars i Salvadó, Narcís. (1908), ¡Por!: comedia en un acte (en català), Bartomeu Baxarias, Barcelona.
- Sicars i Salvadó, Narcís. (1909), Misión del periodista católico en nuestros días, Librería y tipografía católica, Barcelona.
- Sicars i Salvadó, Narcís. (1917), La Delincuencia en los niños: sus causas y sus remedios, Imprenta de la Casa de la Caridad, Barcelona.
- Traducció al castellà de: F. Juan Charruau S.J., A las jóvenes. Camino del matrimonio.

## Distincions
- Marquès de Sant Antoni, concedit l'11 d'octubre de 1905 pel Papa Pius X i autoritzat el seu ús a Espanya per Reial Autorització de data 24 d'agost de 1914 concedida pel rei Alfons XIII.[15]

- Cavaller de l'orde de Sant Silvestre (instituïda per Carles I d'Anjou en 1266 i restaurada pel Papa Gregori XVI en 1841), nomenat pel Papa Pius X en 1909.[16]

- Diploma honorífic i medalla de plata de la Societat Econòmica d'Amics del País, 1909.[17]

- Membre de la Real Academia Sevillana de Buenas Letras, 1910.[18]

- Membre de la Reial Acadèmia de Ciències Morals i Polítiques, 1917.[19]